# Condylostylus argentipes
Condylostylus argentipes är en tvåvingeart som beskrevs av Octave Parent 1929. Condylostylus argentipes ingår i släktet Condylostylus och familjen styltflugor. Inga underarter finns listade i Catalogue of Life.